# كامبوفيوريتو
كامبوفيوريتو (بالإيطالية: Campofiorito)‏ هي بلدية في مقاطعة باليرمو في صقلية الإيطالية.

## السكان
في سنة 1861 بلغ عدد السكان 1٬522 نسمة، وتطور العدد ليصل في سنة 2011 لـ 1٬332 نسمة.
يظهر هذا المخطط البياني تطور النمو السكاني لـ كامبوفيوريتو